# Jardines del Rey
Les Jardines del Rey (« Jardins du Roi ») est une partie de l'archipel Sabana-Camagüey dans l'océan Atlantique, sur le littoral nord de Cuba. Elle appartient administrativement à la Province de Ciego de Ávila.

## Différentes définitions
Pour certains, l'archipel Jardines del Rey est un autre nom pour l'archipel Sabana-Camagüey entier, de la péninsule de Hicacos à la baie de Nuevitas,. Pour d'autres c'est la partie orientale de l'archipel Sabana-Camagüey.

## Description
L'archipel de Jardines del Rey s'est développé sur le système de récifs coralliens qui borde la côte cubaine, entre l'océan Atlantique, la bay of Buena Vista (en) et la baie de Jiguey. Le récif s'étend sur deux cents kilomètres (120 milles) dans le sens nord-ouest / sud-est.
L'aéroport de Jardines del Rey est situé sur Cayo Coco. Cayo Coco et Cayo Guillermo sont reliés à l'île principale de Cuba par une chaussée sur pont longue d'environ 50 km qui traverse la baie de Buena Vista (en).
C'est l'un des principaux pôles touristiques du pays.

### Les îles

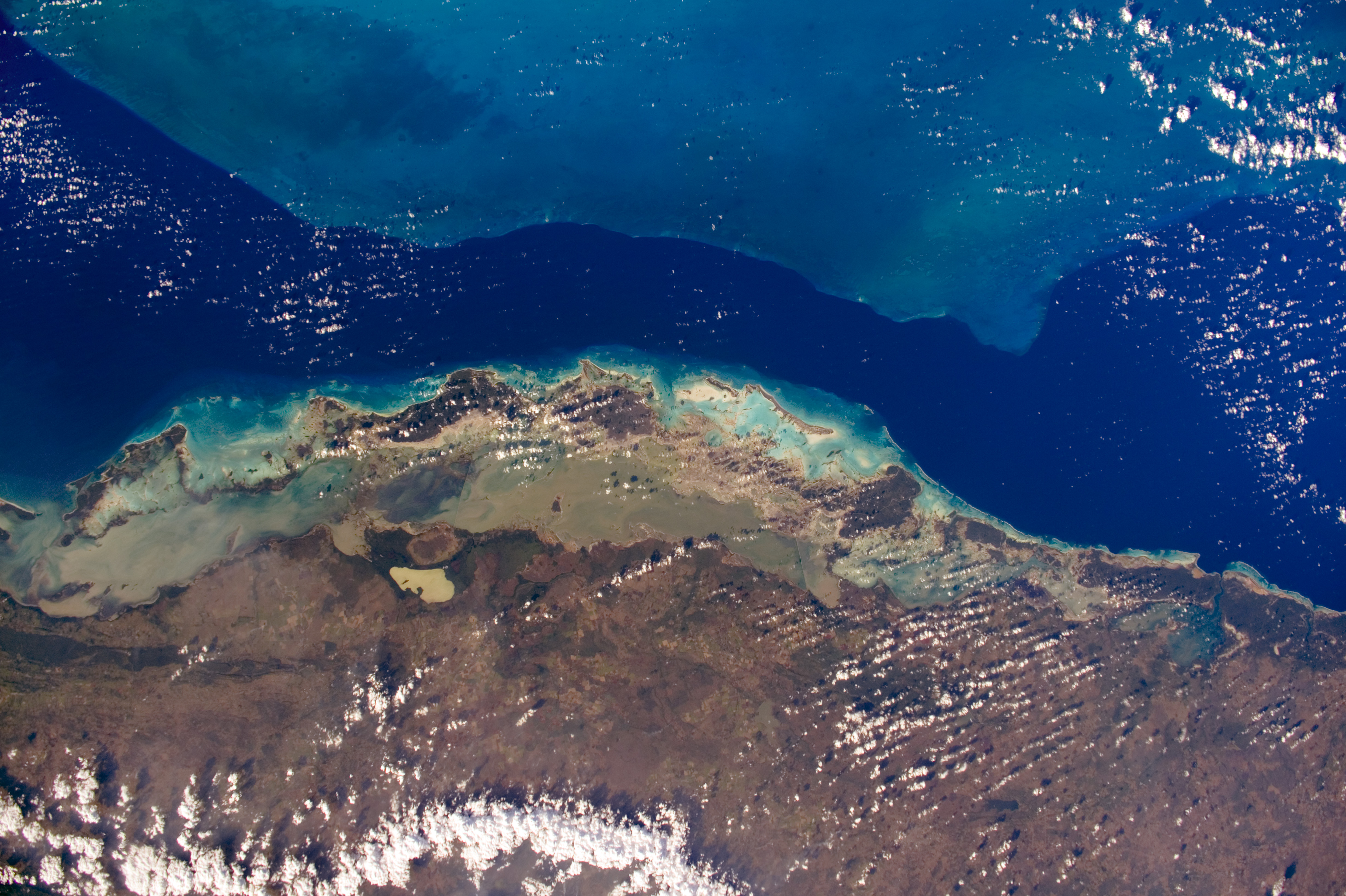
Jardines del Rey
(cliquer sur la photo pour activer les encadrés en passant la souris dessus)

Parmi les nombreuses îles et îlots qui composent Jardines del Rey, les plus importants sont (d'ouest en est) :
Province de Villa Clara
- Cayo Pueblo Viejo[c 1] (Caibarién[c 2])
- Cayo La Potala[c 3] (Caibarién[c 2])
- Cayo Francés[c 4] (Caibarién[c 2])
- vers le sud
  - Cayo Las Loras, vers le sud[c 5]
  - Cayo Boca Ciega[c 6]
- Vers le nord
  - Cayo Las Brujas (es)[c 7] (Caibarién[c 2])
  - Cayo Los Ensenachos [c 8] (Caibarién[c 2])
  - Cayo Santa María[c 9] (Caibarién[c 2])
  - Cayo La Vieja Pepilla, au sud du cayo Santa María[c 10]
  - Cayo Iguana : orienté nord-sud, il va du cayo Santa Maria au nord au cayo Boca Ciega au sud[c 11]
- Cayo Cureña[c 12]
- Cayo Corúas[c 13]
- Cayo La Lisa[c 14]

Province de Ciego de Ávila
- Cayo Gordo[c 15],[n 1]
- Cayo Anegadizos[c 16]
- Cayo Los Pargos[c 17]
- Cayo El Sapo[c 18]
- Cayo Cubera[c 19]
- Cayo Guillermo[c 20]
- Cayo Botella (Morón)[c 21]
- Cayo Coco (Morón)[c 22]
- Cayo Jaula (avec son phare), petite caye au nord du cayo Coco[c 23]
- Cayo Romano Occidental[c 24]
- Cayo Alto (Bolivia), au sud du cayo Romano[c 25]
- Cayo Judas, au sud du cayo Romano[c 26]
- Cayo Paredón Grande (Morón), au nord du cayo Romano Occidental[c 27]
- Cayo Antón Chico (Morón), au nord-est du cayo Romano Occidental[c 28]
- Cayo Antón Grande, au nord-est du cayo Romano Occidental[c 29]
- Cayo Cobo, à l'extrémité est du Cayo Romano occidental[c 30]

Province de Camagüey
- Cayo Romano Oriental[c 24] (Esmeralda[c 31])
- Cayo Mégano Grande[c 32] (Esmeralda[c 31])
- Cayo Cruz, au nord du cayo Romano[c 33] (Esmeralda[c 31])
- Cayo Confites, au nord du cayo Romano[c 34]
- Cayo Guajaba (en)[c 35]
- Cayo Sabinal (en)[c 36]

## Histoire
L'archipel a été nommé en 1513 par les conquistadors espagnols en l'honneur de leur roi, Ferdinand II d'Aragon.
Au XVIe siècle, les îles étaient des refuges pour les corsaires et les pirates. Jacques de Sores en aurait utilisé une comme base d'opérations lors de ses attaques de Santiago de Cuba en 1554. Au XIXe siècle, elles servirent de point d'entrée pour les navires négriers illégaux après l'abolition officielle de la traite négrière.
L'ancien hameau de Versalles, à l'extrémité sud du cayo, aurait été nommé ainsi par les Français qui l'habitaient. À cette époque, les activités économiques de l'île étaient l'extraction de fibres de sisal, le bois, le sel et la production de viande.
Ouragan Irma (2017)

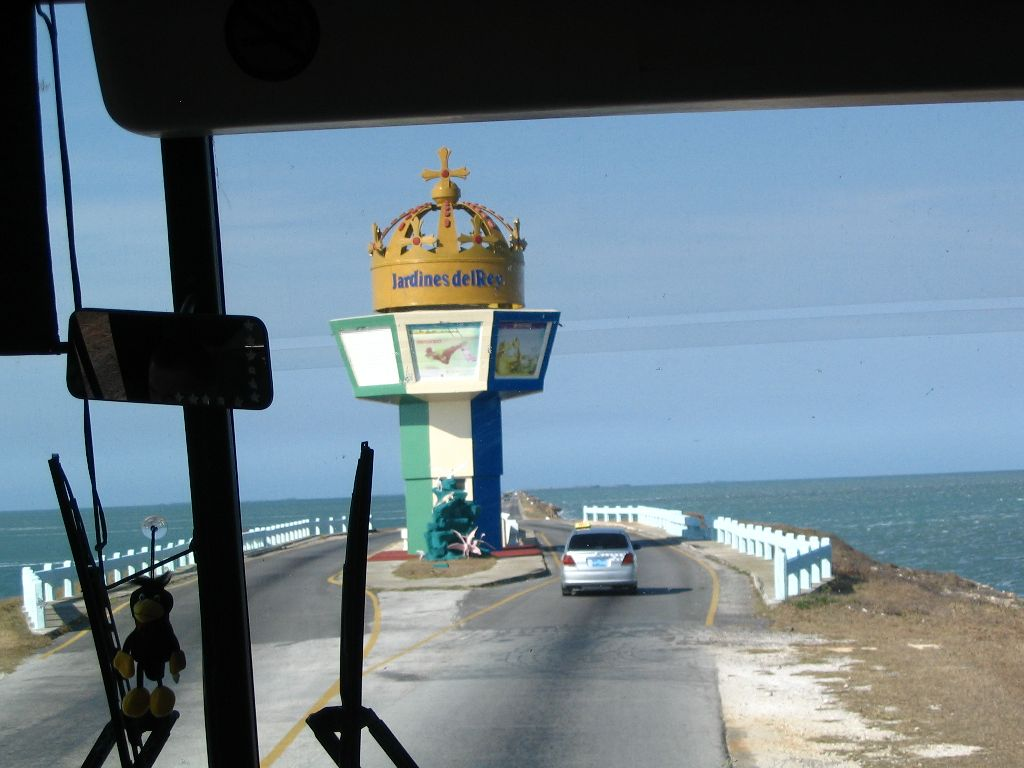
Ancienne entrée de la chaussée sur pont menant au cayo Coco (détruite par l'ouragan Irma)

L'ouragan Irma, en 2017, passe juste au sud des îles. Le 9 septembre à 0 h (minuit) il est en catégorie 5 sur le sud du cayo Cruz ; 2 heures plus tard il est au cayo Paredón Grande et toujours en catégorie 5 ; il redescend en catégorie 4 à 5 heures du matin juste après le cayo Guillermo, et passe au sud du cayo Fragoso à 8 heures du matin, toujours en catégorie 4 . 

Son passage inflige des dégâts considérables : tous les hôtels sont sévèrement touchés, y compris de gros dégâts structuraux pour certains ; la route traversant la baie de Buena Vista (en) est elle aussi gravement endommagée en de nombreux endroits et les îles sont donc inaccessibles par route. Les aéroports (au cayo Coco et au cayo Las Brujas (en)), également lourdement atteints, sont fermés pour plusieurs semaines. La végétation a perdu 80% de son feuillage. 

Un effort considérable est mis dans la reconstruction. Dès le 13 septembre la route est suffisamment réparée pour permettre le passage des ouvriers, des provisions et des matériaux. L'électricité, l'eau et les communications sont rétablies à tous les centres touristiques le 25 septembre. L'aéroport de Cayo Coco a reçoit son premier vol “post-Irma” le 3 novembre, tandis que l'aéroport de Las Brujas doit attendre le 20 décembre. Au 15 novembre, la plupart des hôtels sont rouverts à la clientèle ; le dernier hôtel à rouvrir est le Tryp Cayo Coco, le 30 novembre.

## Environnement
Sur Cayo Coco se trouvent la réserve écologique Centre et Ouest de Cayo Coco et le parc naturel d'El Bagá,. Sur Cayo Romano, la réserve floristique gérée (Reserva Florística Manejada) Silla de Cayo (1 995 ha), créée en 2002, est l'une des zones cœur de l'Aire protégée de ressources gérées Marais de Cayo Romano (Área Protegida de Recursos Manejados Humedales de Cayo Romano).

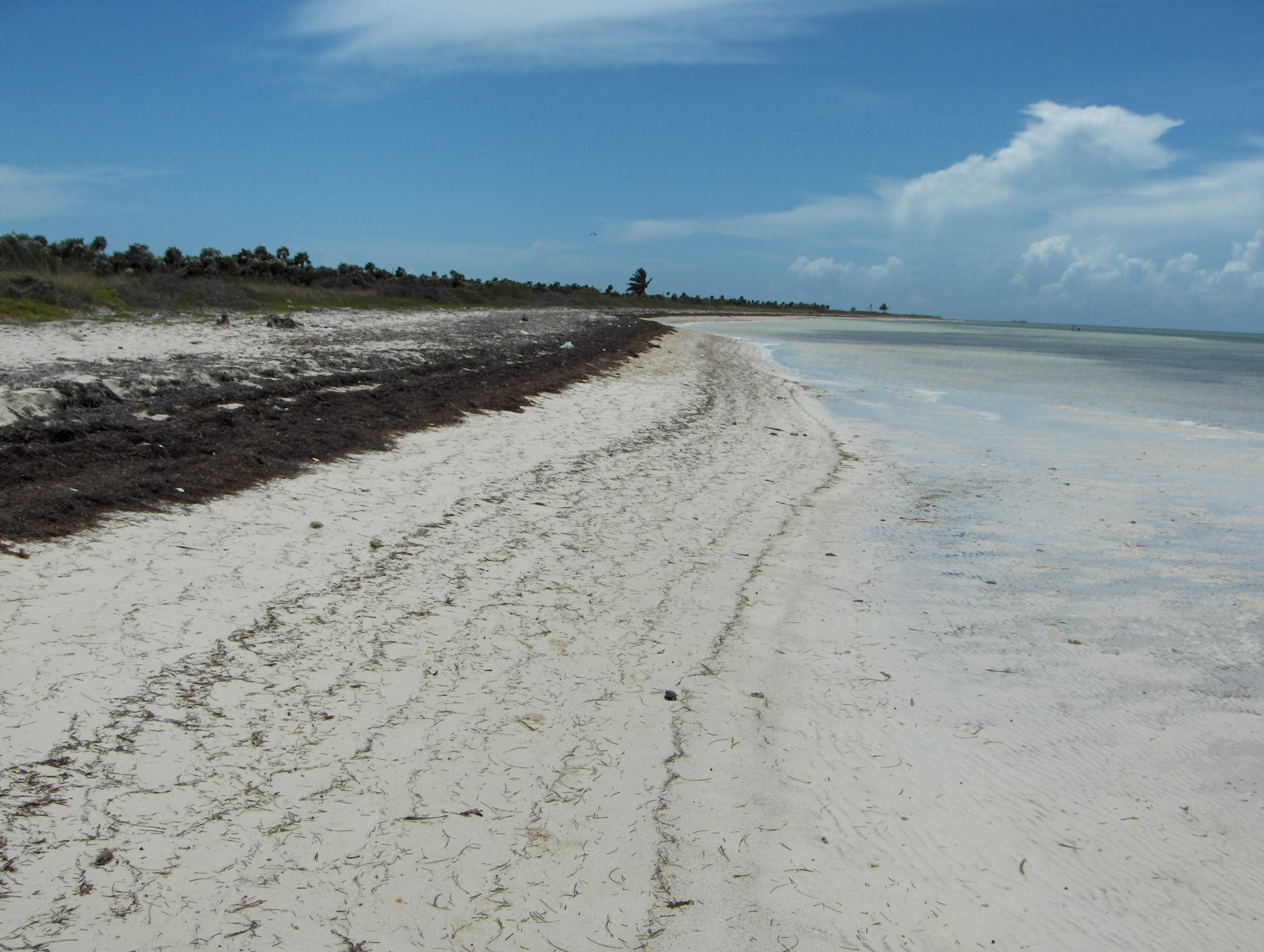
Plage à Cayo Coco
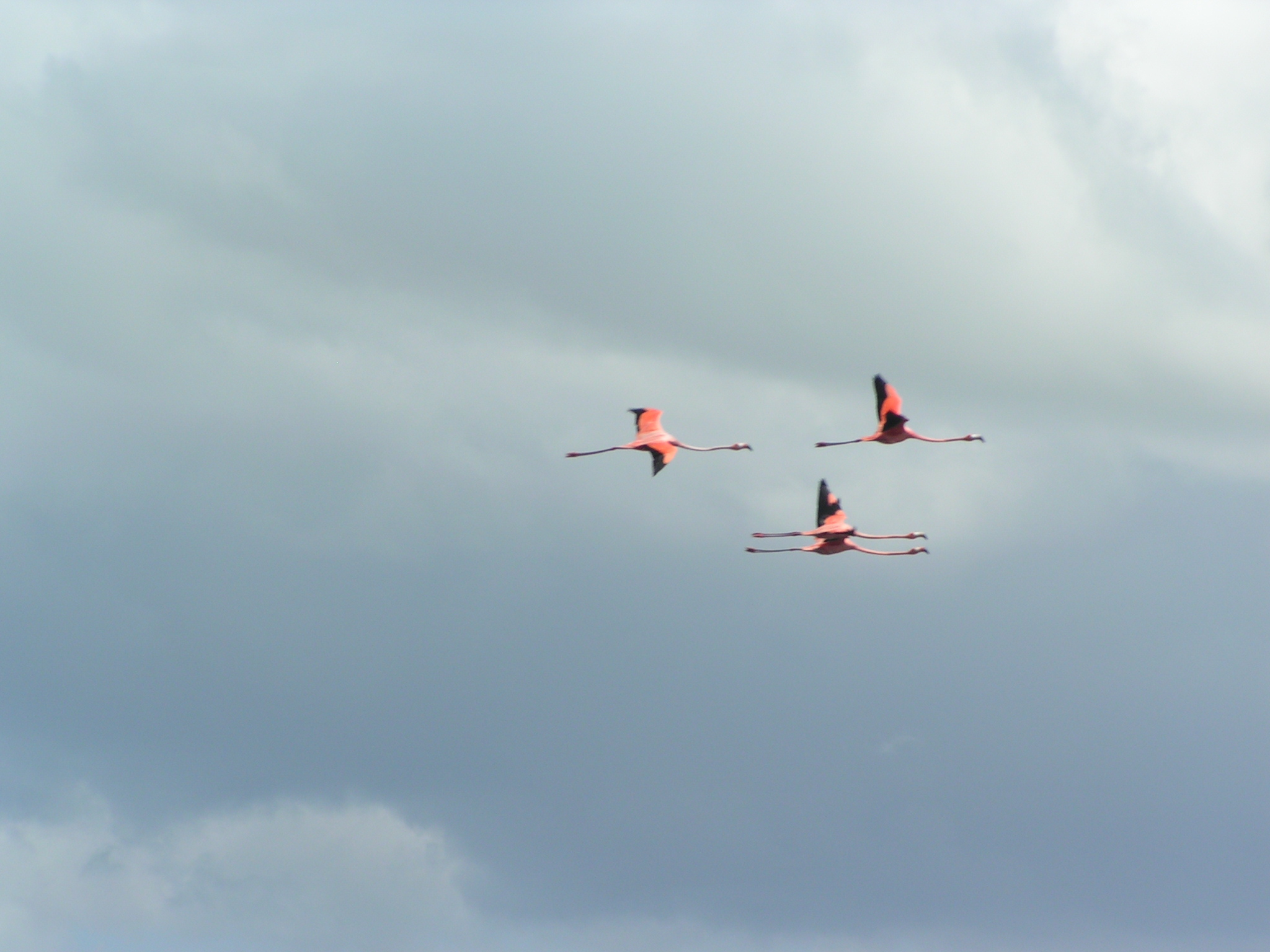
Flamants des Caraïbes